# Monticello (Georgia)
Monticello es una ciudad ubicada en el condado de Jasper en el estado estadounidense de Georgia. En el año 2000 tenía una población de 2.428 habitantes.

## Geografía
Monticello se encuentra ubicada en las coordenadas 33°18′12″N 83°41′9″O / 33.30333, -83.68583 (33.303247, -83.685766).
Según la Oficina del Censo, la localidad tiene un área total de 7,9 km² (3,1 mi²), de la cual 7,8 km² (3 mi²) es tierra y 0,1 km² (0 mi²) (2.20%) es agua.

## Demografía
Según la Oficina del Censo en 2000 los ingresos medios por hogar en la localidad eran de $35,058, y los ingresos medios por familia eran $46,705. Los hombres tenían unos ingresos medios de $30,565 frente a los $21,793 para las mujeres. La renta per cápita para la localidad era de $15,743. 